# Branimir Lokin
Branimir Lokin (Zemunik kod Zadra, 1940.) hrvatski je ekonomist.

## Životopis
Gimnaziju je završio u Zadru, diplomirao i doktorirao na Ekonomskom fakultetu Sveučilišta u Zagrebu. Uža specijalnost mu je makroekonomija. Autor je velikog broja članaka i nekoliko knjiga od kojih su najznačajnije: - "Pristup koncepciji dugoročnog razvoja"  i "Ekonomska ideja u pitanju".

## Knjige
- "Pristup koncepciji dugoročnog razvoja" Naprijed, Zagreb 1979.
- "Ekonomska ideja u pitanju" Kršćanska sadašnjost - Matica hrvatska, Zagreb 1990.
- "Razbijene iluzije: gospodarski uzroci pada velikosrpskog projekta" AGM, Zagreb 1996.